# Hondenspoelworm
De hondenspoelworm (Toxocara canis)  is een vrij lange parasitaire rondworm (Nematode) die voorkomt in de darmen van een aantal soorten hondachtigen. Het is een van de meest voorkomende spoelwormen. Mensen kunnen ook met deze wormen besmet raken en krijgen de ziekte toxocariasis. In het menselijk lichaam kunnen de wormen zich echter niet voortplanten.

## Beschrijving

De mond van een hondenspoelworm. Afbeelding met een rasterelektronenmicroscoop.

Volwassen hondenspoelwormen zijn rolrond en 2 tot 3 mm dik en draadvormig en 80 tot 180 mm lang. De eieren hebben een dikke wand en zijn heel klein, 0,075 mm. In deze eieren ontwikkelt zich na 10 tot 15 dagen een embryo, dan pas kunnen de eitjes infecties veroorzaken.

## Levenscyclus

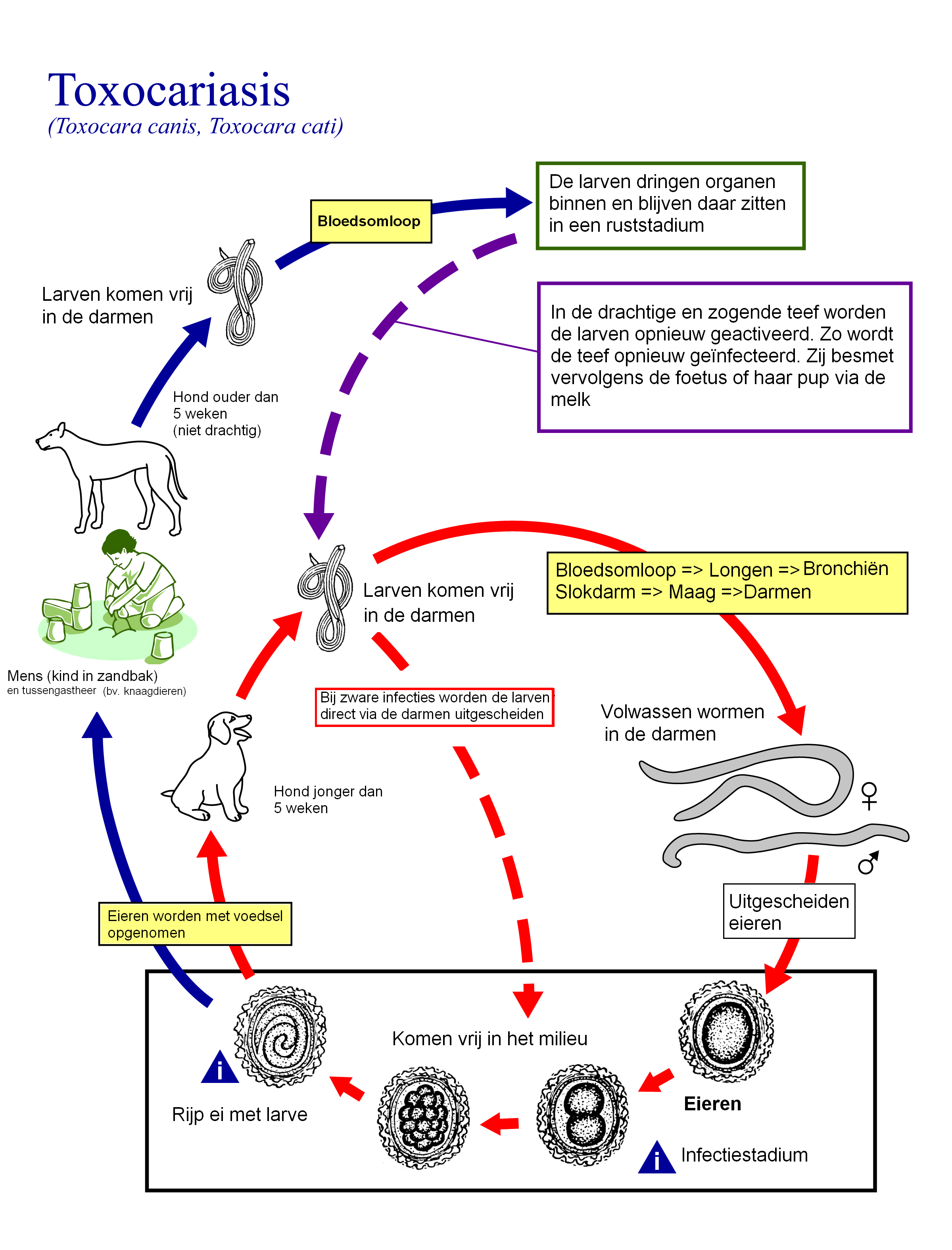
levenscyclus van spoelwormen uit het geslacht Toxocara

Er zijn verschillende manieren waarop besmetting kan plaatsvinden. Eieren met een embryo - indien ingeslikt - komen uit in de dunne darm. Deze larven in het L2 stadium boren zich door de darmwand en komen door de bloedsomloop in de lever en de longen. 
In de longen doorloopt de larven een volgende stadium (L3) en komen in de luchtpijp terecht. Dan worden ze opnieuw ingeslikt en komen weer in de darmen waar ze zich ontwikkelen tot een volwassen spoelworm. Deze vorm van besmetting komt vooral voor bij pups van hoogstens vier maanden oud. De besmettelijke L3-larven kunnen ook direct worden uitgescheiden en via het milieu worden opgenomen.
Een andere infectieroute loopt langs tussengastheren. De besmettelijke eieren kunnen worden opgenomen door knaagdieren, maar ook mensen. Veel zandbakken in steden zijn besmet met eieren van de hondenspoelworm. Daardoor raken veel spelende kinderen besmet met deze larven. In de tussengastheer verspreiden de larven zich door het hele lichaam. Hoewel ze zich niet kunnen vermenigvuldigen in het lichaam van een tussengastheer, kunnen ze wel ziekteverschijnselen (toxocariasis) veroorzaken.
Als een hondachtige deze L3-larven langs een tussengastheer opnemen, dringen deze larven ook de bloedsomloop binnen. Deze larven kunnen op allerlei manieren besmettingen veroorzaken. Bij een drachtige teef kunnen zij door de placenta de foetus besmetten. Zogende teven kunnen hun pups besmetten. Verder kunnen de larven langs de luchtpijp opnieuw het spijsverteringskanaal binnendringen om uiteindelijk in de darmen van jonge of volwassen honden zich te ontwikkelen tot een volwassen worm. Hier sluit de levenscyclus zich als volwassen vrouwtjes hondenspoelwormen honderdduizenden eitjes beginnen te leggen, die via uitwerpselen in het milieu terechtkomen.